# Given to the Rising
Given to the Rising è il nono album della band californiana Neurosis, pubblicato nel 2007 dalla Neurot Records

## Tracce
1. Given to the Rising − 8:56
2. Fear and Sickness − 7:14
3. To the Wind − 7:38
4. At the End of the Road − 8:25
5. Shadow − 2:26
6. Hidden Faces − 5:33
7. Water is Not Enough − 7:03
8. Distill (Watching the Swarm) − 9:14
9. Nine − 2:29
10. Origin − 11:49

## Formazione
- Jason Roeder
- Dave Edwardson
- Scott Kelly
- Steve Von Till
- Noah Landis
- Josh Graham